# 適温配膳車
適温配膳車（てきおんはいぜんしゃ）とは食事の運搬用台車のことである。主に病院などの医療施設内で病院食などの給食運搬に使用される。
現在ではトレイに食事を載せたまま食事の運搬ができ、かつ保温・保冷機能により最適な温度で食事を提供できる機能を持つ機種が主流である。
主なメーカーとして、ERECTA、アイエス、パナソニック電工、フジタカ、フジマック、ホシザキなどがある。

## 食事の収納について
配膳車にトレイを収納する、両開きの扉つきの棚があり、棚に食事が盛り付けられた食器をトレイごと収納する。厨房で盛り付けしておけばトレイを配膳車から出すだけで配膳することができ、食事の提供がスムーズに実行できる。また下膳も同様である。
配膳車には保温機能・保冷機能が備わっているものがある。両方の機能が備わっている機種については、同一トレイ上で冷たい食事（サラダ・フルーツ・ざるそばなど）は保冷し、温かい食事は保温できる機能を持つ。すなわち、トレイに仕切り板を通し、温・冷の境界を作り、片方は保温、もう片方は保冷となるような構造となっている。

## 運搬方法について
1人または2人で人力によって引き、あるいは押して運搬する機種が多い。
ただし、車両の重量に加え、食事を搭載することで相当な重量となり、運搬者にとってはそれなりの体力を求められるため、モーターを搭載しパワーアシストで動く機種や自走式の機種もある。